# Quinteros
Quinteros är en glaciär i Antarktis. Den ligger i Östantarktis. Argentina och Storbritannien gör anspråk på området. Quinteros ligger 1 923 meter över havet.
Terrängen runt Quinteros är en högslätt. Trakten är obefolkad. Det finns inga samhällen i närheten.